# Gine Elsner
Gine Elsner (* 1943 in Hamburg) ist eine deutsche Arbeitsmedizinerin, Soziologin und Autorin. Sie war bis 2009 Direktorin des Instituts für Arbeitsmedizin der Goethe-Universität Frankfurt am Main.

## Werdegang
Gine Elsner (1970: Regine) studierte von 1963 bis 1968 Medizin an der Universität Hamburg. 1970 erhielt sie ihre Approbation als Ärztin und wurde mit der Arbeit Autofahren als ätiologischer Faktor des lumbalen Bandscheibenvorfalls zur Dr. med. promoviert.
Von 1971 bis 1973 studierte sie Soziologie an der Freien Universität Berlin und schloss das Studium als Diplom-Soziologin ab.
Anschließend arbeitete sie bis 1974 als Referentin in der Bundeszentrale für gesundheitliche Aufklärung in Köln.
Von Dezember 1974 bis Januar 1995 war Gine Elsner Professorin für Arbeitsmedizin an der Universität Bremen. 1990 erhielt sie die Anerkennung als Fachärztin für Arbeitsmedizin. Von Februar 1995 bis zum Eintritt in den Ruhestand im März 2009 war sie Professorin für Arbeitsmedizin an der Medizinischen Fakultät der Universität Frankfurt am Main.
Ihre Arbeitsschwerpunkte betrafen in der Zeit als Hochschullehrerin in Frankfurt die epidemiologische Forschung zu Berufskrankheiten, Erkrankungen des Stütz- und Bewegungsapparates und die Arbeitsmedizin im Nationalsozialismus.

## Autorin
Gine Elsner hat sich insbesondere auch nach ihrer Emeritierung einen Namen als Forscherin und Autorin zur Geschichte der Medizin im Nationalsozialismus, speziell der Arbeitsmedizin, gemacht.

## Ehrungen (Auswahl)
- 2018: Salomon-Neumann-Medaille der Deutschen Gesellschaft für Sozialmedizin und Prävention (DGSMP)[6]

## Veröffentlichungen (Auswahl)
- Vom Abseits in die Mitte: die Gesundheitsämter Kreisärzte, Medizinalräte, Amtsärzte. Geschichte und Aktualität einer Institution. Verlag VSA, Hamburg 2022, ISBN 978-3-964-88106-9 (333 S.).
- Verfolgt, vertrieben und vergessen. Drei jüdische Sozialhygieniker aus Frankfurt am Main: Ludwig Ascher (1865–1942), Wilhelm Hanauer (1866–1940), Ernst Simonson (1898–1974). Verlag VSA, Hamburg 2017, ISBN 978-3-899-65740-1 (334 S.).
- Als Betriebsarzt bei Adler, Opel oder Hoechst. Arbeitsmediziner während der NS-Zeit in Hessen. Verlag VSA, Hamburg 2016, ISBN 978-3-899-65655-8 (420 S.).
- Heilkräuter, „Volksernährung“, Menschenversuche. Ernst Günther Schenck (1904–1998). Eine deutsche Arztkarriere. Verlag VSA, Hamburg 2010, ISBN 978-3-899-65419-6 (142 S.).
- siehe auch Weblinks